# Silverkalla
Silverkalla (Aglaonema commutatum) är en växt i släktet silverkallor i familjen kallaväxter (Araceae). Den växer vild i (bland annat) Filippinerna och förekommer odlad som krukväxt.

## Beskrivning
Silverkallan har avlånga och mönstrade blad. Den trivs i fuktig och skuggig miljö men inte i temperaturer under 12° C. Växten bidrar till att rena den omgivande luften. Silverkallan har, liksom andra kallor, en lång och upprättstående blomställning ("kolv"). Efter blomningen får den röda bär som är giftiga. Blomning sker dock relativt sällan hos den odlade varianten som växer inomhus.

### Odlade varianter
I blomsterhandeln finns olika sorter med olika bladmönstring. Gemensamt för alla är dock ett gråsilvrigt inslag. Några exempel på namnsorter är 'Maria', 'Silver Queen', 'Pattaya Beauty' och 'Silver Buy'.

## Förekomst och odling
Silverkalla trivs i fuktiga och skuggiga lägen och växer vild i undervegetationen i Sydöstasiens regnskogar. Den vilda växten upptäcktes i Filippinerna och odlades första gången i England 1863. Sedan början av 1900-talet förekommer den som odlad växt i Sverige. 

## Namn
Släktnamnet Aglaonema härstammar från det grekiska ordet för punkt. Artnamnet commutatis härrör från latinets ord mutare ('ändra'), vilket ger betydelsen 'förändrad'.

### Synonymer
- Aglaonema marantifolium (Blume), var. maculatum Hooker, 1865.[3]

## Underarter
Arten delas in i följande underarter:
- A. c. commutatum
- A. c. elegans
- A. c. maculatum
- A. c. warburgii

## Bildgalleri

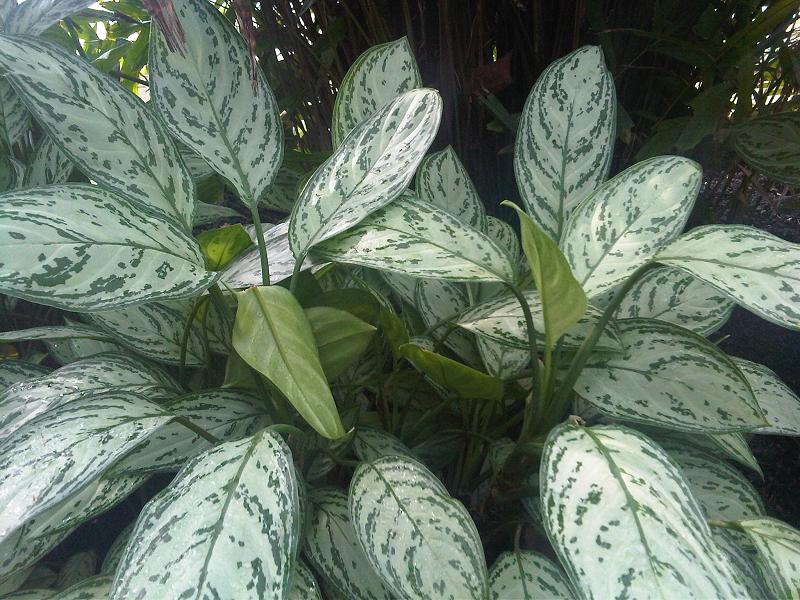
Silverkalla i framodlad djungelmiljö (Kew Gardens i London).
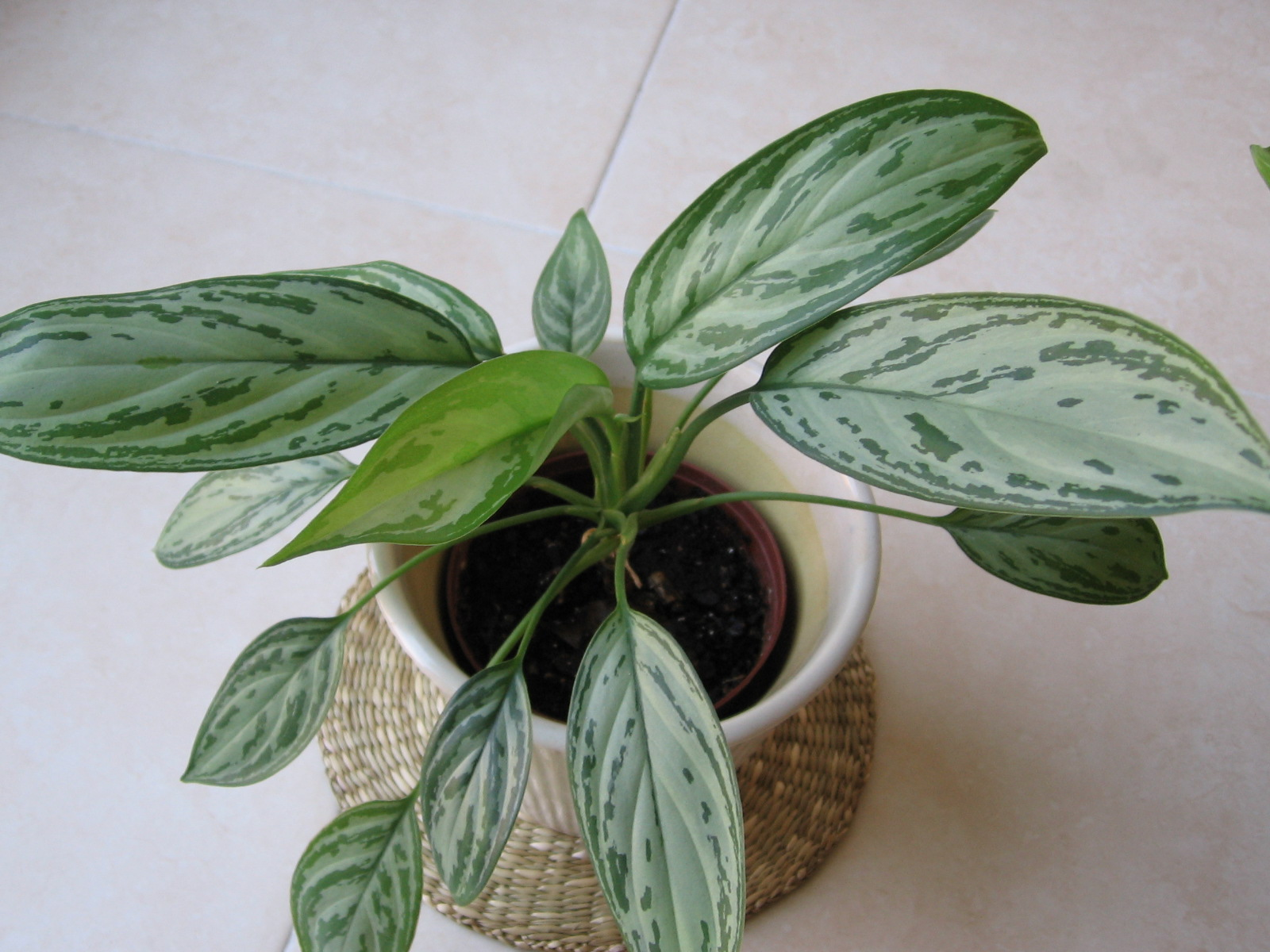
Varieteten 'Silver Queen'.
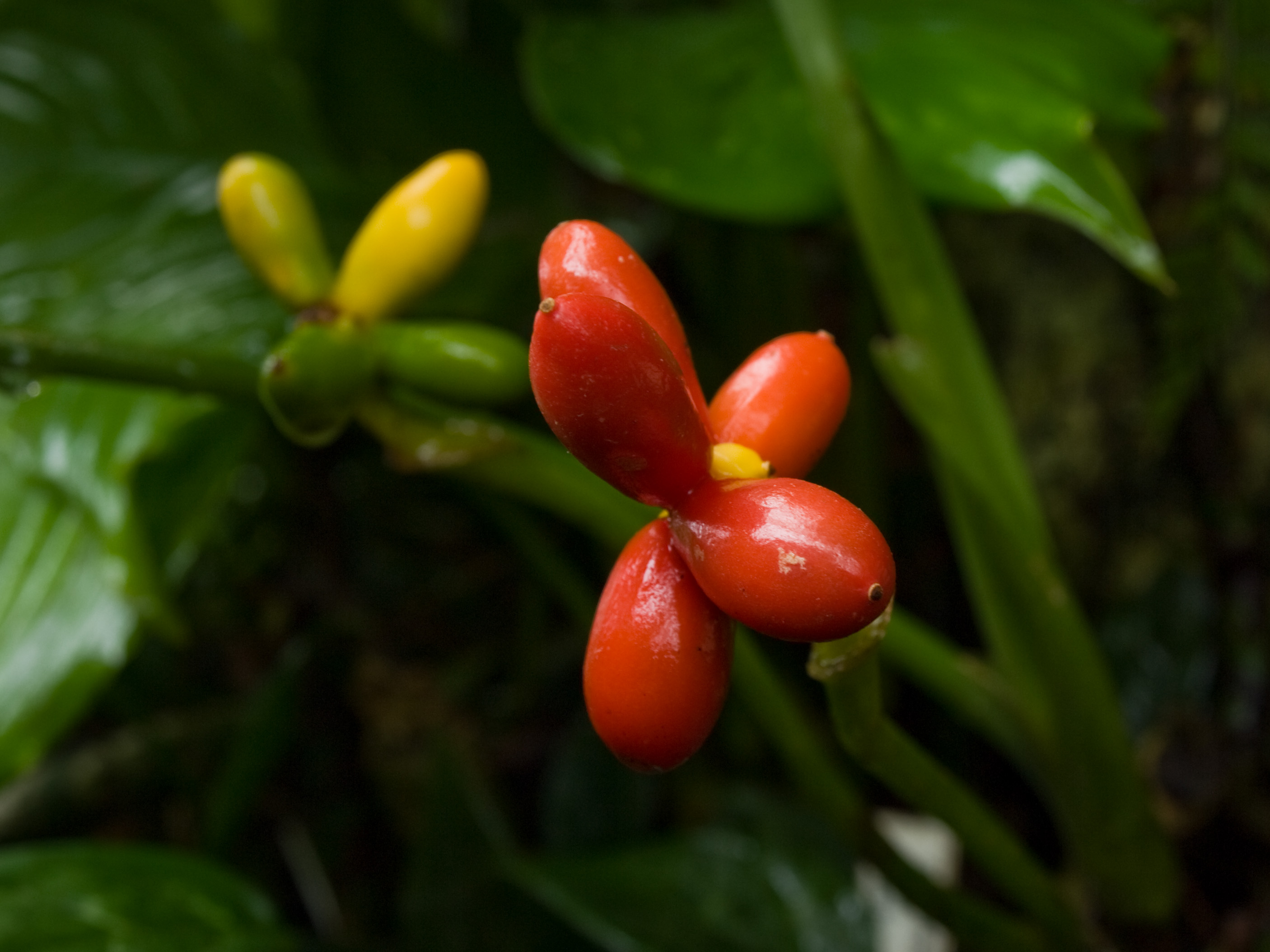
Silverkallans bärstora frukter är giftiga.